# Golofa unicolor
Golofa unicolor är en skalbaggsart som beskrevs av Bates 1891. Golofa unicolor ingår i släktet Golofa och familjen Dynastidae. Inga underarter finns listade i Catalogue of Life.